# KNM-ER 1808
KNM-ER 1808 ist die Sammlungsnummer des fossilen Skeletts eines erwachsenen, weiblichen Homo erectus, dessen erste Knochen im Jahr 1973 von Kamoya Kimeu auf dem Gebiet der Fundstätte 103 von Koobi Fora an der Nordostküste des Turkana-Sees in Kenia entdeckt wurden. Es war zu diesem Zeitpunkt das vollständigste jemals geborgene Skelett von Homo erectus, verlor aber diesen Rang bereits im folgenden Jahr, als westlich des Turkana-Sees – ebenfalls von Kimeu – die Überreste des Nariokotome-Jungen entdeckt wurden. Aus dem Bau der Knochen von KNM-ER 1808 konnten Rückschlüsse auf Ernährung und Sozialverhalten von Homo erectus gewonnen werden.

## Namensgebung
Die Bezeichnung KNM-ER 1808 wurde von Grabungsleiter Richard Leakey festgelegt. Sie verweist auf den Verwahrort der Fossilien, die National Museums of Kenya (KNM), sowie auf den Fundort östlich (englisch: east) des damals Rudolfsee (heute: Turkana-See) genannten Gewässers (daher ER für East-Rudolf). 1808 (gesprochen: Achtzehn-Null-Acht) ist die fortlaufende Nummerierung von Fossilien dieser Fundstelle.

## Entdeckung
Vom rund 1,6 bis 1,7 Millionen Jahre alten „Skelett Achtzehn-Null-Acht“ wurden zunächst Teile des Schädels und einige Zähne geborgen. Die übrigen Knochen lagen über eine Fläche von der Größe eines Fußballfeldes verstreut, berichtete Alan Walker im Jahr 2011: „Das war schlimm genug. Aber das ganze Areal wirkte, als ob es mit Fossilienstückchen berieselt worden wäre: Krokodile, Schildkröten, Flusspferde, Antilopen, Elefanten, Riesenpaviane, Giraffen – alles lag zerfallen, in hunderte Stücke, herum.“ Insgesamt wurden 40.000 Fragmente von Fossilien aufgesammelt und die Bruchstücke der erectus-Knochen anschließend aussortiert.
Erleichtert wurde diese Zuordnung durch eine Erkrankung der erectus-Knochen unterhalb des Schädels, an der das Individuum gelitten hatte und an der es vermutlich auch gestorben war. Vor allem die langen Arm- und Beinknochen erwiesen sich als gut erkennbar, weil ihre Fragmente – im Querschnitt betrachtet – im Inneren zwar normal geformt, darüber jedoch mit einer bis zu einen Zentimeter dicken Schicht an Knochenmasse bedeckt waren, wie sie (allerdings nur lokal) im Bereich von abgeheilten Knochenbrüchen als Knochenkallus oder als Geflechtknochen auftreten kann.

## Ursachenforschung an den Knochen
Röntgenärzte und Pathologen des Johns Hopkins Hospitals, die von Alan Walker zu Rate gezogen wurden, kamen aufgrund von Röntgenaufnahmen und Querschnitten der deformierten Knochen zu dem Ergebnis, dass die Fehlbildungen eine Folge von Hypervitaminose A seien, das heißt einer Vergiftung durch zu viel Vitamin A in der Nahrung: „Die Überdosis an Vitamin A führte dazu, dass sich die Beinhaut – also jenes Gewebe, das jeden Knochen unseres Körpers umhüllt – mit jedem Schritt und durch jede Muskelkontraktion vom Knochen ablöst. (Die Muskeln sind über die Beinhaut am Knochen verankert.) Abgelöste Blutgefäße entleerten ihren Inhalt zwischen Beinhaut und Knochen, sodass sich diese Gewebeteile weiter auftrennten. Im Falle von 1808 formten die Blutgefäße riesige Klumpen, die verknöcherten, bevor sie starb.“
Douglas Mawson beschrieb 1915 in seinem Bericht über eine gescheiterte Antarktis-Expedition (The Home of the Blizzards) die extrem schmerzhaften Folgen einer Vergiftung mit Vitamin A, die durch den Verzehr von Hundeleber verursacht wurden (nach dem Verlust aller Lebensmittel). Daher gehen die Paläoanthropologen davon aus, dass „Achtzehn-Null-Acht“ vor lauter Schmerzen nahezu bewegungsunfähig gewesen sein muss. Dennoch blieb sie am Leben, wochenlang, wenn nicht monatelang, so dass die Blutungen in eine diffuse Knochenmasse umgewandelt werden konnten. Hieraus wurde gefolgert, dass sie vermutlich mit Wasser und Nahrung versorgt wurde: „Ihre Knochen sind ein ergreifendes Zeugnis vom Beginn einer Gesellschaft, von starken Banden zwischen Individuen, die weitaus stärker waren als alles, was wir bei Pavianen, Schimpansen und anderen nicht-menschlichen Primaten sehen.“
Einen vergleichbaren Beleg für fürsorgliches Verhalten erbrachten im Jahr 2005 die etwas älteren Fossilien von Dmanissi, deren sogenannter Schädel 4 von einem zahnlosen älteren Mann stammt, dessen verheilte Entzündungen im Kiefer vermuten lassen, dass er mit stark zerkleinerten Nahrungsmitteln versorgt und trotz seiner Behinderung sozial integriert gewesen sein muss.

## Ursache der Hypervitaminose
Rückschlüsse auf die Lebensweise von Homo erectus ergab auch die Suche nach der Quelle für das mutmaßlich im Übermaß konsumierte Vitamin A. Ausgeschlossen werden konnten pflanzliche Quellen, da „Achtzehn-Null-Acht“ täglich einen Zentner Wurzeln und Blätter hätte verzehren müssen, um sich zu vergiften. Als eine mögliche Quelle wurde zeitweise Bienenbrut erwogen, also ein Verzehr von Eiern, Larven und Puppen der Ostafrikanischen Hochlandbiene, doch auch dies konnte letztlich als unwahrscheinlich ausgeschlossen werden. Alan Walker zufolge muss daher als wahrscheinlichste Quelle für Vitamin A die Leber von Raubtieren gelten, da für die 38,5 kg schwere „Achtzehn-Null-Acht“ bereits ein halbes Kilogramm Raubtierleber ausgereicht hätte, um sich zu vergiften. „Diese These wurde durch die extreme Zerklüftung gestützt, die sich unter dem Mikroskop auf den Zähnen von Homo erectus zeigte. Vergleichbare Abnutzungsspuren zeigen ausschließlich Fleisch und Knochen fressende Raubtiere wie Hyänen.“ Folglich unterschied sich das Nahrungsspektrum von Homo erectus deutlich von den überwiegend pflanzliche Nahrung verzehrenden, ursprünglicheren Arten der Hominini wie beispielsweise Australopithecus afarensis und Australopithecus africanus sowie Paranthropus. Da Homo erectus zwar muskulös war, aber keine morphologischen Merkmale eines Prädators besitzt, der andere Prädatoren erbeuten kann, wird vermutet, dass er ein Aasfresser war.

## Belege
1. ↑  Richard Leakey: Further evidence of Lower Pleistocene hominids from East Rudolf, North Kenya, 1973. In: Nature. Band 248, 1974, S. 653–656, doi:10.1038/248653a0.
2. ↑  KNM-ER 1808 auf humanorigins.si.edu.
3. ↑  Alan Walker und Pat Shipman: Turkana-Junge. Auf der Suche nach dem ersten Menschen. Galila Verlag, Etsdorf am Kamp 2011, S. 189, ISBN 978-3-902533-77-7.
4. 1 2  Alan Walker, Michael R. Zimmerman und Richard Leakey: A possible case of hypervitaminosis A in Homo erectus. In: Nature. Band 296, 1982, S. 248–250, doi:10.1038/296248a0.
5. ↑  Alan Walker und Pat Shipman, Turkana-Junge, S. 196.
6. ↑  Douglas Mawson: The Home of the Blizzards. William Heinemann, London 1915, Band I und Band II.
7. ↑  Alan Walker und Pat Shipman, Turkana-Junge, S. 198.
8. ↑  David Lordkipanidze, Abesalom Vekua et al.: The earliest toothless hominin skull. In: Nature. Band 434, 2005, S. 717–718, doi:10.1038/434717b.
9. ↑   David Lordkipanidze, Abesalom Vekua et al.: A fourth hominin skull from Dmanisi, Georgia. In: The Anatomical Record. Band 288A, Nr. 11, 2006, S. 146–1157, doi:10.1002/ar.a.20379.
10. ↑  Mark Skinner: Bee brood consumption: an alternative explanation for hypervitaminosis A in KNM-ER 1808 (Homo erectus) from Koobi Fora, Kenya. In: Journal of Human Evolution. Band 20, 1991, S. 493–503, doi:10.1016/0047-2484(91)90022-N.
11. ↑   Mark Grabowski, Kevin G. Hatala, William L. Jungers und Brian G. Richmond: Body mass estimates of hominin fossils and the evolution of human body size. In: Journal of Human Evolution. Band 85, 2015, S. 75–93, doi:10.1016/j.jhevol.2015.05.005.
12. ↑  Alan Walker und Pat Shipman, Turkana-Junge, S. 201.